# Política judaica
Política judaica são os diversos movimentos, eventos e leis que se referem aos judeus e voltados para sua comunidade. É importante enfatizar que as posições políticas variam de judeu para judeu, de comunidade para comunidade e de ramificação religiosa para ramificação religiosa.
No antigo Israel geralmente os movimentos políticos tinham caráter regional e tribal com a adesão a um governante ou sua recusa. Com o retorno do cativeiro em Babilônia os movimentos políticos geralmente eram controlados  pelas diversas ramificações judaicas da época do Segundo Templo como os fariseus, os saduceus e os zelotes. Após a destruição de Jerusalém pelos romanos e seu exílio, os judeus tiveram seus direitos políticos variáveis de acordo com a nação no qual estava a comunidade. Mas principalmente nas nações cristãs seus direitos políticos eram rotineiramente feridos. Apenas no século XIX com a Emancipação judaica e o crescente nacionalismo por parte de todas as nações foi possível novamente que os judeus pudessem engajar-se na política.